# Wilkowa Wieś
Pour les articles homonymes, voir Wilkowa.
Wilkowa Wieś [vilˈkɔva ˈvjɛɕ] est un village polonais, situé dans la Powiat de Varsovie-ouest et dans la voïvodie de Mazovie dans le centre-est de la Pologne.
Le village a une population de 224 habitants en 2000.